# Scambus kamtschaticus
Scambus kamtschaticus là một loài tò vò trong họ Ichneumonidae.